# Shankarrao Chimnajirao Gandekar
Shankarrao Chimnajirao Gandekar (Bhor, 30 marzo 1854 – Bhor, 17 luglio 1922) è stato un principe indiano.
Fu Pant Sachiv di Bhor dal 1871 al 1922.

## Biografia
Shankarrao Chimnajirao nacque da Chimnajirao Raghunathrao Gandekar, pant sachiv di Bhor, il 30 marzo 1854. Nel 1867 Shankarrao si iscrisse alla Poona High School di Poona.
Shankarrao aveva 17 anni quando suo padre morì, nel 1871, ed il governo inglese dell'India affidò la guida del governo del giovane raja ad un consiglio di reggenza guidato da sua madre, assistita da due consiglieri, uno prescelto dagli inglesi e l'altro dal governo. La regina madre morì nel 1873 ed il governo inglese decise allora di affidare al solo raja la guida del governo nel luglio del 1874.
Shankarrao sposò la figlia del sardar Vitthal Vinchurkar nel 1861, ma questa morì di colera un mese dopo il matrimonio.  L'anno successivo Shankarrao si sposò con Jijibai Ranisaheb, altra figlia del sardar Vitthal Vinchurkar.
Morì nel 1922 e il suo successore fu il figlio primogenito.